# Сергије Живановић
Сергије Живановић (Зајечар, 3. август 1908 — Чикаго, 5. мај 1966) био је пјешадијски потпуковник Другог средњобосанског корпусa и начелник штаба Команде Западне Босне Југословенске војске у отаџбини током Другог свјетског рата.

## Биографија
Рођен у Зајечару, од оца Милије, угледног индустријалаца, рођеног у Хајдук Вељковом Леновцу и мајке Виде. Гимназију је завршио у родном мјесту, а 1. октобра 1927. уписује 55. класу Ниже школе Војне академије у Београду. Вишу школу Војне академије похађа од 1937. до 1939. године. Априлски рат дочекује у чину капетана прве класе.
На фронту против Италијана, у Априлском рату његов 30. пешадијски пук биљежи успјех, али је, као и највећи дио војске, положио оружје. Из фашистичког заробљеништва избавља се 15. маја 1942. године, те преко цркве у Трсту долази у Сушак. За вријеме рата био је у 503 у Лици гдје је био командант батаљона од септембра 1942. године до 20. августа 1943, а потом као командант бригаде до 22. октобра.
Године 1943. постављен је за начелника Штаба Команде Западне Босне, а истовремено је командовао и Летећом бригадом.
За команданта 2. средњобосанског корпуса постављен је 16. октобра 1944. На тој дужности команданта бива до 22. марта 1945, када је прекомандован у Словенију, ради организовања јединица за повратак у Србију. Са општим повлачењем четника на запад, Сергије 4. маја прелази у Аустрију, гдје ступа у везу са Савезницима.
Захваљујући сачуваној документацији написао је књигу "Трећи српски устанак". Одликован је Ореденом Белог орла.